# Kvarngrundsfjärden
Kvarngrundsfjärden är en fjärd i Åland (Finland). Den ligger i den södra delen av landskapet, 13 km sydost om huvudstaden Mariehamn.